# Cap Comorin
Ne doit pas être confondu avec Kânyâkumârî, appelée autrefois Cap Comorin.
Le cap Comorin, en anglais Cape Comorin, est un cap situé dans le Tamil Nadu, dans l'extrême sud de l'Inde. Il est appelé d'après la forme abrégée du nom du site, குமரி (kumari) en tamoul, issu du toponyme tamoul-sanskrit கன்னியாகுமரி (kaṉṉiyākumari) ou कन्याकुमारी (kanyākumārī) qui signifie « Princesse vierge » ou « Jouvencelle vierge » en référence à la déesse qui y est vénérée.

## Géographie
Le cap Comorin s'avance dans la mer des Laquedives de l'océan Indien en direction du sud, encadré à l'ouest par la mer des Laquedives et à l'est par le golfe de Mannar. Il constitue l'extrémité méridionale des Ghats occidentaux, de la côte de Malabar et le point le plus méridional de la partie continentale de l'Inde mais pas du pays dans sa totalité ; ce point le plus au sud est représenté par la pointe Indira sur Grande Nicobar, dans les îles Andaman-et-Nicobar. Il marque la limite occidentale du golfe de Mannar qui s'étend vers l'est. Son flanc oriental marque l'extrémité ouest de la Côte des pêcheurs de perles, qui s'élance vers le nord-est jusqu'à Tuticorin voire jusqu'au Pont d'Adam.
Deux petites îles à environ cinq cents mètres du continent, vers l'est, se trouvent dans le prolongement du cap et sont occupées par le mémorial du rocher de Vivekananda et la statue de Thiruvalluvar. Il est occupé par la ville de Kânyâkumârî, autrefois nommée « Cap Comorin ».

## Histoire
Le cap Comorin est cité dans l'Antiquité sous le nom de « Coliaque ». Ptolémée le mentionne aussi sous le nom de Κομάρια ἄκρον (Komάria ἄkron). Les Arabes et les Persans le désignaient quant à eux sous le nom de Ras Kumhari ou Ras Kumhuri (arabe : رأس کمهری),, tandis que Le Livre de Marco Polo appelle le cap et sa région Comari.
Au XVIIIe siècle, le Cap Comorin forme une des extrémités du réseau de défense fortifié (ligne fortifiée) du Royaume de Travancore. Ce réseau — construit sous les règnes des rois Marthanda Varma (fondateur du royaume) et de son successeur Rama Varma (ou Dharma Raja) — est pensé ou influencé par Eustache de Lannoy, ancien officier arrageois de la Compagnie néerlandaise des Indes orientales, qui s'élève au statut de stratège et de commandant militaire auprès de la Couronne travancoréenne. Le cap était à l'extrémité d'une muraille s'étirant de celui-ci à la localité d'Aramboli (l'actuelle Aralvaimozhi) située 20 kilomètres plus au nord, où se trouvait le Fort d'Aramboli. Les installations militaires dans la région du cap Comorin gardaient la frontière orientale du royaume, voisine au Royaume du Maduré (ou Madurai), plus tard au Sultanat du Carnatique.

## Tourisme
En raison de son caractère symbolique à la fois géographique et spirituel, lieu de vénération d'une déesse hindoue avec le temple de Bhagavathi et un des lieux de dispersion des cendres de Gandhi où s'élève un mémorial en son souvenir, et de sa proximité avec le mémorial du rocher de Vivekananda et de la statue de Thiruvalluvar, le cap Comorin constitue un important lieu touristique.

## Galerie

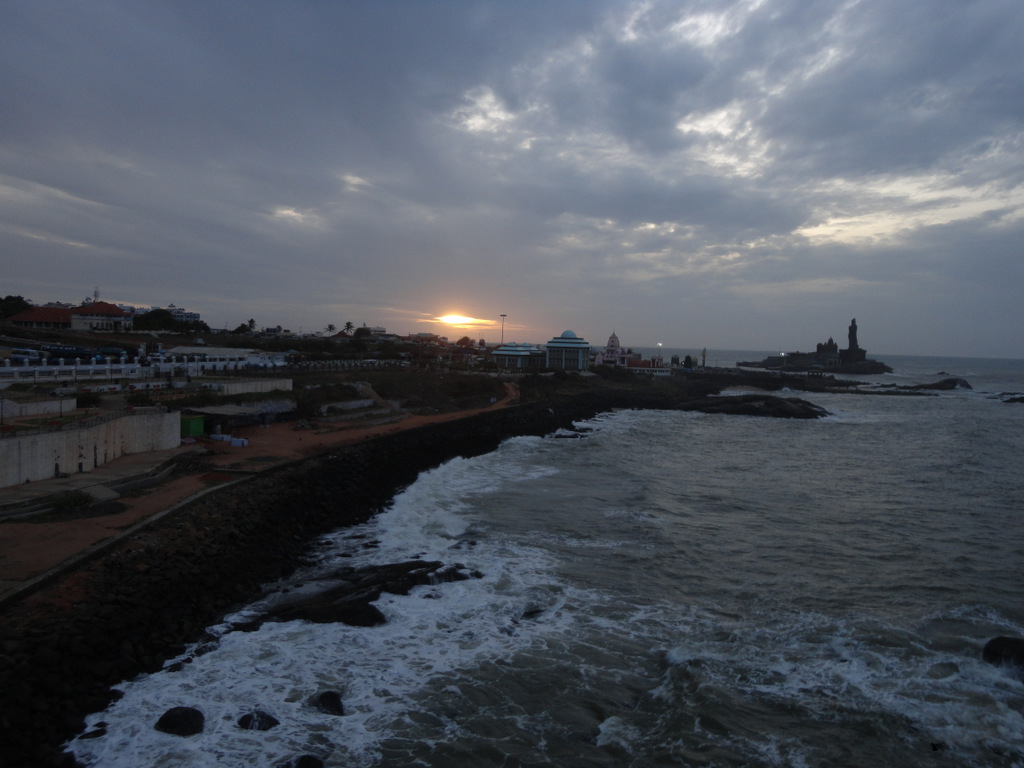
Vue du cap Comorin au lever du soleil avec une partie de la ville de Kânyâkumârî sur la gauche et le mémorial du rocher de Vivekananda et la statue de Thiruvalluvar sur la droite.
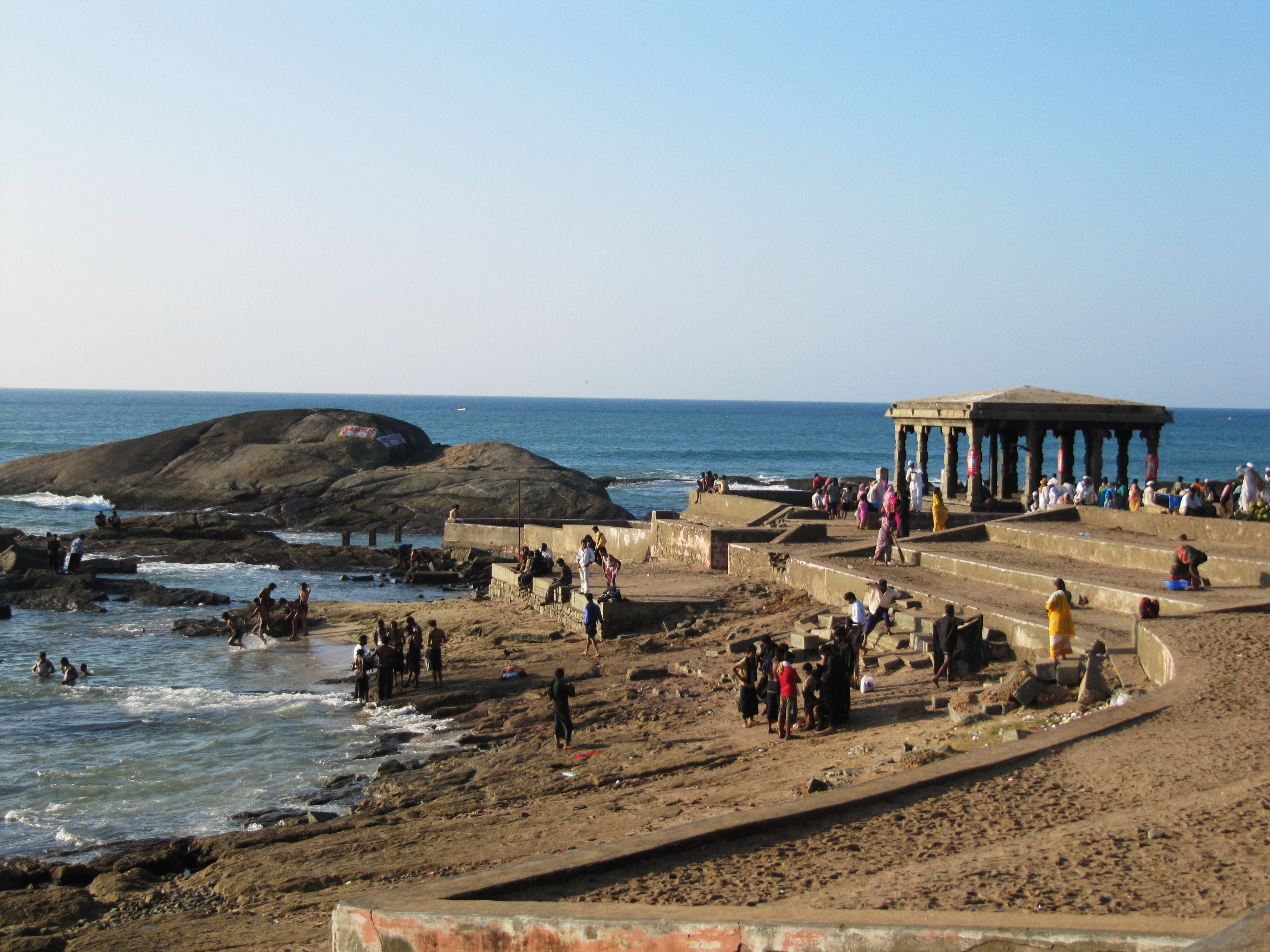
Vue du mandapa (pavillon) à l'extrémité du cap Comorin, depuis l'angle du temple de Bhagavati.
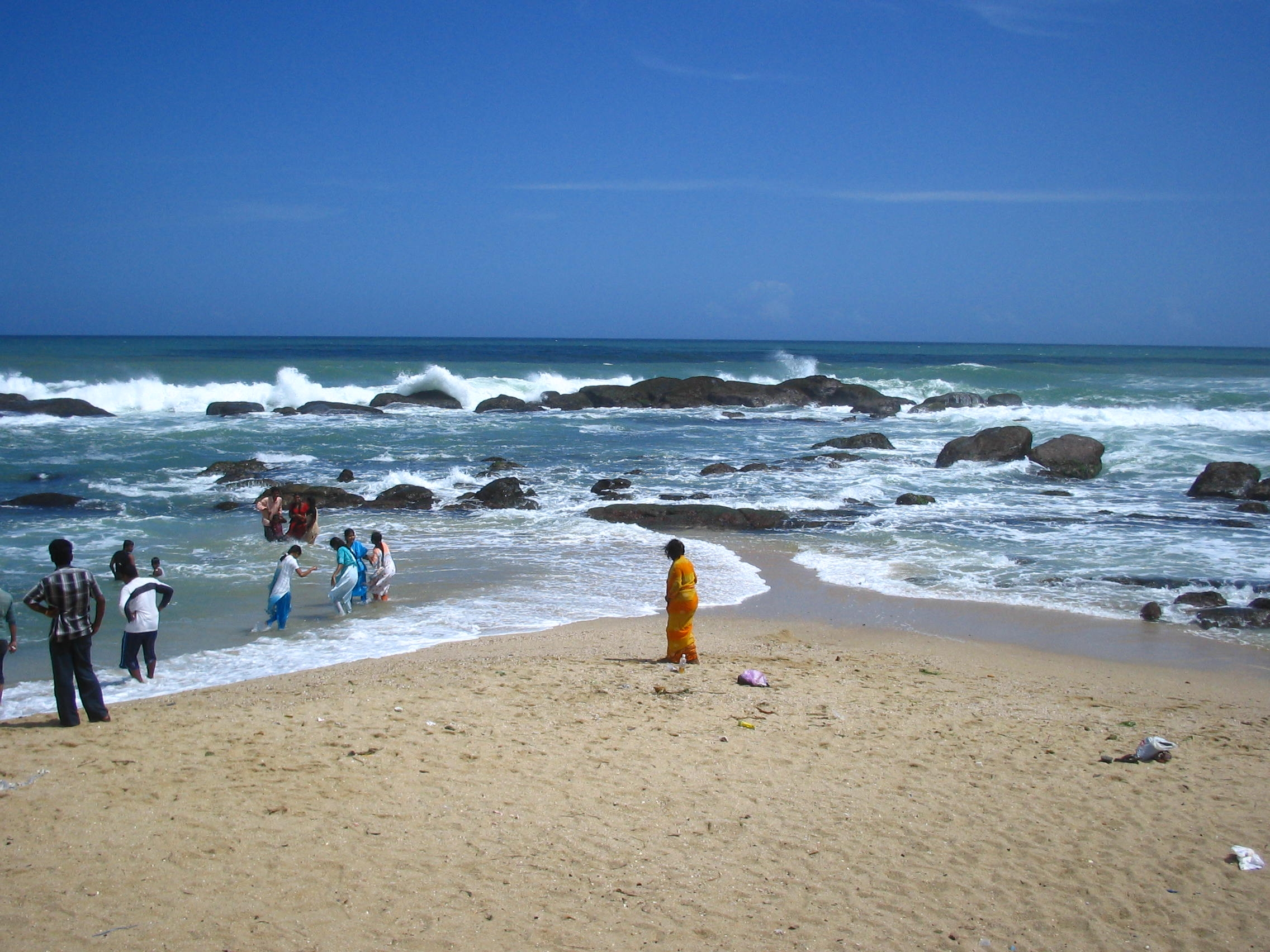
Vue de l'extrémité du cap Comorin avec à gauche le golfe de Mannar et à droite, la mer des Laquedives dans l'océan Indien.
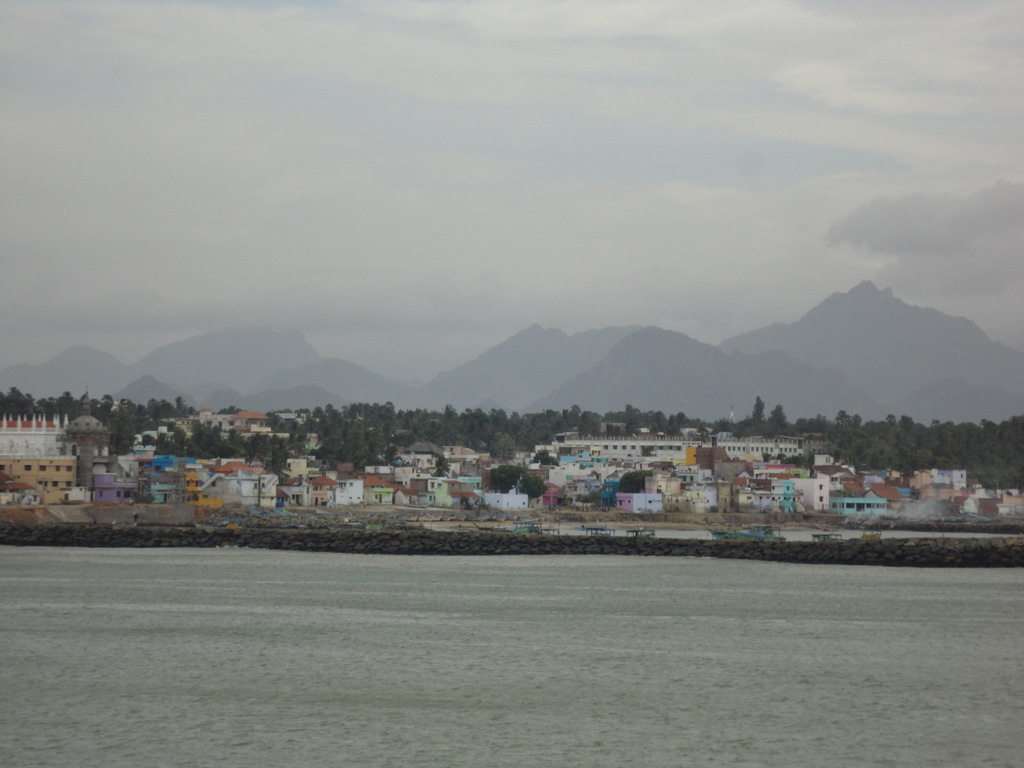
Vue sur le port de Kanyakumari et son quartier de pêcheurs. À l'horizon peuvent être distingués les premiers massifs des Ghats occidentaux (tels que le Velimalai, le Thekkumalai, l'Asambu, etc.).